# Gogo atratus
Gogo atratus és una espècie de peix de la família dels ancàrids i de l'ordre dels siluriformes.

## Morfologia
- Els mascles poden assolir 17,1 cm de longitud total.
- Nombre de vèrtebres: 43-44.[5]

## Hàbitat
És un peix d'aigua dolça i de clima tropical.

## Distribució geogràfica
Es troba al riu Mananara du Nord (nord-est de Madagascar).